# Zbigniew Bargielski
Zbigniew Bargielski (* 21. Januar 1937 in Łomża) ist ein polnischer Komponist.
Nach einem Jurastudium an der Universität Lublin (1954–57) studierte Bargielski ab 1958 Komposition bei Tadeusz Szeligowski an der Staatlichen Musikhochschule Warschau, nach dessen Tod an der Musikhochschule Katowice bei Bolesław Szabelski (bis 1964). Er setzte seine Ausbildung als Stipendiat der französischen Regierung 1966–67 bei Nadia Boulanger und schließlich an der Musikhochschule Graz fort. Seit 1976 lebt Bargielski in Österreich, seit 1983 ist er österreichischer Staatsbürger. 1986 war er Stipendiat des Deutschen Akademischen Austauschdienstes.
Neben mehreren Opern komponierte Bargielski Kammermusik, Orchester- und Vokalwerke. Seine Kompositionen wurden u. a. beim Warschauer Herbst, der Musikbiennale Zagreb, dem Festival de Paris und beim Steirischen Herbst in Graz gespielt. Er erhielt u. a. den ersten Preis beim Wettbewerb junger polnischer Komponisten 1965 in Warschau und den zweiten Preis beim Arthur-Malawski-Kompositionswettbewerb in Krakau 1976 und wurde beim International Rostrum of Composers des Internationalen Musikrates (IMC) der UNESCO in Paris 1981 mit einer besonderen Erwähnung geehrt.

## Werke
- Neosonatina für Violine und Klavier, 1956
- Siedem studiów für Klavier, 1957
- Parades für Sinfonieorchester, 1965
- Danton czyli Kilka obrazów z dziejów Wielkiej Rewolucji Francuskiej, pseudohistorische Oper, 1968–69
- W kregu für Sopran, Alt, Bariton und Bass und Kammerensemble nach Alicja Patey-Grabowska, 1969
- Cztery piesni milosne für Mezzosopran nach Alicja Patey-Grabowska, 1969–72
- Parades 1970 für Orchester, 1970
- Rózany ogród für Bariton und Bassklarinette nach T. S. Eliot, 1971
- Alicja w krainie czarów, Kammeroper, 1971–72
- Ein Zimmer für Klarinette, Posaune, Violoncello, Klavier und Sprecher vom Tonband, 1972
- Koncert na perkusje i orkiestre, 1975
- Koncert na skrzypce i orkiestre (Violinkonzert), 1975
- Impromptu für Perkussion, 1975
- Rapsodia Polska für Blasinstrumente und Perkussion, 1976
- Kwartet smyczkowy nr 1 „Alpejski“, (Streichquartett) 1976
- Dolina bielejacych kosci, 1977–93
- I zaplona oboje a nikt nie ugasi für Streichorchester, 1978
- Klatka dla motyli für Bläserquintett, 1978
- W malym dworku, Oper nach Stanisław Witkiewicz, 1979–80
- Es ist noch Nacht, noch ein Laut für Mezzosopran, Perkussion und Orchester, 1980
- Traumvogel für Akkordeon und Perkussion, 1980
- Kwartet smyczkowy nr 2 „Wiosenny“ (Streichquartett), 1980
- Wieczór z przeszlosci für Gitarre, Cembalo und Celesta, 1980
- Nokturn w blekicie für Violine und Streichorchester, 1981
- Ikar für Bassklarinette, Altsaxophon, Marimbaphon und Vibraphon, 1981
- Rozmowa z cieniem (Gespräch mit einem Schatten) für zwei Akkordeons, 1982
- Gemalte Wolken für Akkordeon, 1982
- Sen mara für Tenor oder Bariton nach Kazimierz Wierzyński, 1982
- Epitafium für zwei Violinen, 1982
- Cztery drzewa z rogiem für Bläserquintett, 1982
- W czwórke po drodze für Saxophonquartett, 1982
- Pieciu po drodze für Saxophonquartett und Marimba, 1982–86
- Epitafium für Violine und Cello, 1982–99
- Rondo alla polacca für Blasorchester, 1983
- Sonnenlieder für Mezzosopran, Bariton, Bass und Kammerensemble, 1983
- Noc pozegnan (Abschiedsnacht) für Akkordeon und Streichquartett, 1983
- Labirynt für Klavier, 1983
- Trzy polskie suity (Drei polnische Suiten) für Akkordeon, 1984
- Czarne lustro (Schwarzer Spiegel) für Gitarre und Akkordeon, 1984
- Inne glosy für Oboe und Klarinette, 1984
- Nokturn für Violine und Gitarre oder Klavier oder Flöte und Gitarrek, 1984
- Labirynt (Labyrinth) für Violoncello und Akkordeon, 1984–87
- Kwartet smyczkowy z klarnetem „Po drugiej stronie lustra“ (Streichquartett), 1985
- Zatopiony plomien (Versunkene Flamme) für Violine, Violoncello und Akkordeon, 1985
- Ogród namietnosci (Garten der Leidenschaft) für Sopran, Bassklarinette, Perkussion und Akkordeon, 1985
- Arc-en-ciel für Mandoline und keltische Harfe, 1985
- Muzyka ludowa für zwei Violinen, 1985
- Taniec polski für Violine, 1985
- Kwartet smyczkowy nr 3 „Martwa natura z krzykiem“ (Streichquartett), 1985–86
- Wyprawa w niewyslownosc für Orchester, 1986
- Suita piesni i tanców (Suite der Lieder und Tänz) für Akkordeon, 1986
- Sprawozdanie z lasku wiedenskiego für Vokalensemble, Klavier und drei Flöten, 1986
- Grazer Variationen für Akkordeonorchester, 1987
- Sonata na skrzypce i fortepian (Sonata zapomnienia), 1987
- Nocne ptaki für Klarinettenquintett, 1987
- Panopticum für zwei Klaviere, 1987
- Iluzje i pragnienia für Orgel und Perkussion, 1988
- Kalejdoskop (Kaleidoskop) für Akkordeon, 1988
- W ziemi niczyjej, Oratorium, 1988–89
- Krag cieni für Saxophonquartett, 1989
- Taniec drwali für Klarinette, Tuba und Klavier, 1989
- Cha-ord für Orchester, 1990
- EGAD für Akkordeon und Vibraphon, 1991
- Mlyn dzwiekowy für Akkordeonorchester und Perkussion, 1991
- Quatuor à l’heure dite für Streichquartett, 1991
- Koncert na trabke i orkiestre, 1992
- Requiem für Orchester, 1992
- Mutationen für Tonband, 1992
- Przechadzka Beethovena do ksiecia Lichnowskiego für Klavier, 1992
- Trigonalia für Gitarre, Akkordeon, Perkussion und Kammerorchester, 1994
- Kwartet smyczkowy nr 4 „Le temps ardent“ (Streichquartett), 1994
- Concertino for piano and chamber orchestra, 1995
- Taniec na granicy swiatla für Kammerensemble, 1995
- Noc-Dzien, fünf Stücke für Sopran und Klavier, 1995
- Zródlo nadziei für Altsaxophon und Marimba, 1995
- Zagubione-odnalezione für Violine, 1996
- Orfeusz für Bariton, Violine und Glocken, 1996
- W poszukiwaniu straconego dzwieku für Flöte, 1996
- Krajobraz wspomnien (Witold Lutosławski in memoriam) für Violine, Cello und Klavier, 1996
- Hierofania für fünf Perkussionisten, 1996
- A la espagnola für Gitarre, 1996
- Tango für Kammerensemble, 1997
- Slapstick für Kammerorchester, 1997
- Shrine for Anonymous Victim, elektronische Musik, 1999
- Music for Children für Klavier, 1999–2001
- Light Cross, elektronische Musik, 2000
- Tangoroso für Klavier zu vier Händen, 2000
- Pchli targ für Klavier oder Instrumentalensemble, 2000
- Towards Organic Geometry, elektronische Musik, 2001
- Kwartet smyczkowy nr 5 „Le temps qui n'est plus“ (Streichquartett), 2001
- Le cristal flamboyant für Cembalo und Tonband, 2002
- Jeux à trois für drei Akkordeons, 2003
- List do Mileny für Sopran, Violine und Klavier, 2005
- L’espace attrapè für Orchester, 2005
- Kwartet smyczkowy nr 6 (Streichquartett), 2006